# Краматорск (футбольный клуб)
«Крамато́рск» (укр. «Краматорськ») — украинский футбольный клуб из одноимённого города (Донецкая область). Команда принимала участие в чемпионатах СССР в группе «Б» и Кубке СССР.

## История

### Зарождение
По инициативе служащих завода Краматорского металлургического Общества в 1912 году Харьковский губернатор разрешил учредить Краматорское спортивное Общество. Целью Общества было развитие спорта в заводском поселке и, в том числе, футбольной команды. Председатель КСО Карл Вюрфель стал инициатором учреждения в 1913 году Футбол-лиги Донбасса. Команда КСО рассматривалась специалистами как самая перспективная в Донбассе. Ей прочили и победу в розыгрыше I Кубка Футбол-лиги Донбасса, который стартовал 28 апреля (11 мая) 1913 года. Вот эту встречу можно назвать первым официальным матчем в истории Донбасса.
До и после 1917 года завод КМО (после революции — завод КГММЗ) являлся в пос. Краматорская градообразующим предприятием и был единственным заводом, который мог содержать футбольную команду. Заводская футбольная команда СКМЗ (так назывался машиностроительный завод, выделенный из состава КГММЗ в начале 30-х гг.) существовала все последующие годы и участвовала во многих футбольных соревнованиях, являлась правопреемницей и старейшей командой Краматорска, который летом 1932 года был отнесен к категории городов. В 1936 году в Краматорске был построен крупнейший в Донбассе стадион, получивший название «Прапор». На нём тренировалась футбольная команда СКМЗ, у которой в 1937 году появилось название «Авангард», и уже под ним она участвовала в чемпионате СССР в качестве чемпиона Украины.

### «Авангард»

Эмблема клуба до 2021 года

В 1936 году выиграла чемпионат Украины среди рабочих команд в 1-й группе. В 1939 году команда завоевала Кубок Украины.
В 1937, 1938, 1961 годах она доходила до 1/16 финала Кубка СССР (в 1937 и 1938 году в Кубке СССР участвовала двумя командами: «Завод имени Сталина» и «Завод имени Орджоникидзе», в 1937 году до 1/16 финала дошла команда «Завод имени Орджоникидзе», а в 1938 году — «Завод имени Сталина», в матче за выход в 1/32 финала в мае 1938 года они встретились между собой — 3:2), а в 1939 году — до 1/8 финала Кубка СССР.
Периодически участвовала в чемпионате СССР (1946, 1948, 1949, 1960—1970) и Кубке СССР (1937—1939, 1949, 1961—1966/1967).
В 2010 году началось возрождение команды под руководством президента клуба Александра Большакова и главного тренера Евгения Смаги. Были привлечены футболисты, выступавшие до этого за клубы «Металлург» (Запорожье), «Ильичевец» (Мариуполь), «Кривбасс» (Кривой Рог), «Шахтёр-3» (Донецк) и прочие. В этом сезоне «Авангард» с первой попытки прервал гегемонию «Славхлеба» и стал чемпионом области. В 2011 году главным тренером был назначен Сергей Шевченко, команда выступает во Второй лиге Украины.
В сезоне 2012/13 клуб начал выступать в первой лиге Украины. По итогам дебютного сезона в первенстве Украины команда заняла 7 место.
Весной сезона 2013/14 «Авангард» был вынужден сняться с соревнований из-за вооружённого конфликта на востоке Украины.
В июне 2015 года было анонсировано возвращение клуба в профессиональный футбол.
22 июля 2015 года «Авангард» вновь вышел на поле, сыграв матч с «Полтавой» на домашнем стадионе в 1/32 розыгрыша Кубка Украины по футболу.
9 сентября 2016 года команду возглавил Александр Косевич.
В 2021 году клуб был передан в муниципальную собственность и переименован в «Краматорск»
В 2022 году, после вторжения в Украину российских войск руководством клуба было принято решение приостановить выступления в чемпионате Украины

## История названий
- 1936—1939 — «Завод имени Орджоникидзе»[1] (также имелась команда «Завод имени Сталина»[6])
- 1939—1992 — «Авангард»[1][24]
- 1992—1994 — «Донбасскрафт»
- 1995—1996 — «Авангард»[24]
- 1999—2010 — «Авангард ТЭЦ/Авангард-СКМЗ»
- 2010—2021 — «Авангард»[24]
- 2021 — «Авангард — СК Краматорск»
- 2021—н. в. — «Краматорск»

## Статистика
| Сезон   | Див.        | Место | Игр | В  | Н  | П  | ГЗ | ГП | О  | Кубок Украины | Европа | Европа | Примечания               |
| ------- | ----------- | ----- | --- | -- | -- | -- | -- | -- | -- | ------------- | ------ | ------ | ------------------------ |
| 2011/12 | Вторая лига | 3     | 26  | 19 | 1  | 6  | 41 | 15 | 58 | 1/64 финала   | -      | -      | Выход в Первую лигу      |
| 2012/13 | Первая лига | 7     | 34  | 15 | 8  | 11 | 37 | 26 | 53 | 1/8 финала    | -      | -      | -                        |
| 2013/14 | Первая лига | 15    | 30  | 7  | 9  | 13 | 23 | 27 | 31 | 1/8 финала    | -      | -      | Продолжил игры в 1 лиге* |
| 2014/15 | -           | -     | -   | -  | -  | -  | -  | -  | -  | -             | -      | -      | Команда пропустила сезон |
| 2015/16 | Первая лига | 13    | 30  | 8  | 8  | 14 | 29 | 42 | 32 | 1/16 финала   | -      | -      | -                        |
| 2016/17 | Первая лига | 7     | 34  | 14 | 10 | 10 | 32 | 28 | 52 | 1/32 финала   | -      | -      | -                        |
| 2017/18 | Первая лига | 6     | 34  | 15 | 7  | 12 | 44 | 42 | 52 | 1/16 финала   | -      | -      | -                        |
| 2018/19 | Первая лига | 5     | 28  | 14 | 6  | 8  | 44 | 26 | 48 | 1/32 финала   | -      | -      | -                        |
* Согласно решению ПФЛ была удовлетворена просьба ФК «Авангард». Таким образом ни один клуб первой лиги не вылетел во 2-ю лигу.

## Достижения
Чемпионат Донецкой области
- Чемпион (2): 1996, 2010

Чемпионат Украинской ССР
- Чемпион: 1936 (весна)
- Серебряный призёр: 1947
- Бронзовый призёр: 1940

Кубок УССР
- Обладатель: 1939

Вторая лига Украины
- Бронзовый призёр: 2011/12

## Стадион
Домашний стадион — «Прапор»
- Мест: 6 000
- Год постройки: 1936
- Адрес стадиона: Краматорск, Сад Бернацкого